# L'espia roja
L'espia roja (títol original en anglès: Red Joan) és una pel·lícula de 2018 de gènere dramàtic sobre espies, dirigida per Trevor Nunn, a partir d'un guió de Lindsay Shapero. El seu repartiment el protagonitzen, entre d'altres, Stephen Campbell Moore, Sophie Cookson, Tom Hughes, Ben Miles, Nina Sosanya, Tereza Srbova i Judi Dench.
El 7 de setembre de 2018 es va estrenar mundialment al Festival Internacional de Cinema de Toronto, mentre que el 19 d'abril de 2019 ho va fer al Regne Unit, de la mà de la distribuidora Lionsgate, i el 13 de setembre de 2019 a Mèxic.
L'obra es basa en una novel·la homònima escrita per Jennie Rooney, inspirada en la vida de Melita Norwood. Norwood va treballar com a secretària a l'Associació Britànica de Recerca de Metalls No Ferrosos i va subministrar a la Unió Soviètica secrets, amb els quals van poder desenvolupar tecnologia de bombes nuclears.

## Sinopsi
Joan Stanley és una jove que estudia física a la Universitat de Cambridge, però quan coneix a na Sonya (Tereza Srbova) i en Leo (Tom Hughes) es fa simpatitzant de les idees comunistes. La seva història, que es remunta a 1938, es recorda a través de salts enreres de quan la Joan, en la seva vellesa, és interrogada per Scotland Yard.

## Repartiment
- Judi Dench com a Joan Stanley.
  - Sophie Cookson com a Joan Stanley jove.
- Tom Hughes com a Leo Galich.
- Tereza Srbova com a Sonya.
- Stephen Campbell Moore com a Max.
- Ben Miles com a Nick.
- Laurence Spellman com a Patrick Adams.
- Stephen Boxer com a Peter Kierl.
- Freddie Gaminara com a William Mitchell.
- Robin Soans com a Clement Attlee.
- Kevin Fuller com al detectiu Philips.
- Simon Ludders com a capità de la nau.
- Ciarán Owens com al detectiu Hughes.
- Irfan Shamji com a periodista.
- Adrian Wheeler com a Heckler.
- Steven Hillman com a guàrdia de la presó.
- James Yeates com a reporter.
- Connor Wolf com a estudiant.
- Phill Langhorne com a oficial uniformat.

## Producció
La pel·lícula la protagonitza Judi Dench i Sophie Cookson, i la dirigeix Trevor Nunn. David Parfitt és el productor, i Lindsay Shapero la guionista.

## Rebuda

### Estrena
La pel·lícula es va estrenar al Festival Internacional de Cinema de Toronto el 7 de setembre de 2018. Poc després, IFC Films va adquirir els drets de distribució de la pel·lícula als Estats Units, on hi va ser estrenada el 19 d'abril de 2019, juntament amb el Regne Unit.

### Taquilla
La pel·lícula va recaptar 1,6 milions de dòlars als Estats Units i Canadà, i 8,2 milions de dòlars a altres països, fent un total mundial de 9,8 milions de dòlars.

### Crítica
A l'agregador de ressenyes Rotten Tomatoes, la pel·lícula té una puntuació d'aprovació del 30%, basada en 151 crítiques, amb una valoració mitjana de 5/10. El consens dels crítics del lloc diu: «Una història fascinant de la vida real dramatitzada d'una manera perplexament avorrida, Red Joan malgasta l'increïble intriga del seu relat, així com els formidables talents de Judi Dench». Metacritic informa d'una puntuació normalitzada de 45 sobre 100, basat en 22 crítics, que indica «crítiques mixtes o mitjanes». Una ressenya a The Guardian va dir que la pel·lícula «no pot dissimular la seva mediocritat», i que la pel·lícula «escafia el seu millor actiu d'actuació». Un crític de The Telegraph va coincidir que «Judi Dench es desaprofita en aquest retrat absurd...».